# Jason Thompson
Jason Carlton Thompson (Camden, 21 luglio 1986) è un ex cestista statunitense.

## Biografia
Ha un fratello minore Ryan anch'egli cestista.

## Carriera
Dopo aver frequentato la Lenape High School di Medford, nel 2004 va a frequentare la Rider University, nella cui squadra totalizza complessivamente 2.040 punti, 1.171 rimbalzi e 235 stoppate (con medie totali di 16,7 punti, 9,6 rimbalzi ed 1,9 stoppate, e di 20,4 punti, 12,1 rimbalzi e 2,7 stoppate nell'ultima stagione). Nell'ultimo anno di università ha guidato la sua squadra alla vittoria del titolo della Conference di appartenenza (la Metro Atlantic Athletic Conference(MAAC)).
In seguito è stato scelto con la dodicesima scelta assoluta dai Sacramento Kings nel Draft NBA 2008. Il suo anno da rookie, positivo a livello personale (11,1 punti e 7,4 rimbalzi di media a partita), si rivela però essere disastroso per i Kings, che chiudono la stagione all'ultimo posto con 17 vittorie e 65 sconfitte. La stagione successiva, grazie anche alla scelta al draft del futuro Rookie dell'anno Tyreke Evans, le cose vanno meglio per la squadra californiana, che ottiene 25 vittorie a fronte di 57 sconfitte, grazie anche all'importante apporto offerto da Thompson, che raccoglie 12,5 punti, 8,5 rimbalzi, 1,7 assist ed 1 stoppata di media a partita (massimo in carriera per ciascuna di queste statistiche).
Nella stagione 2010-2011, invece, Thompson vede calare le proprie statistiche, anche a causa della presenza in squadra del veterano Samuel Dalembert e del rookie DeMarcus Cousins nel suo stesso ruolo.
Il 6 marzo 2015 raggiunge quota 519 partite giocate con i Kings, diventando così il giocatore con più partite giocate dal trasferimento della squadra a Sacramento
Il 2 luglio 2015 dopo sette stagioni consecutive ai Kings è ceduto ai Philadelphia 76ers per poi essere girato nella stessa estate ai Golden State Warriors.
Il 22 febbraio 2016 viene tagliato dai Golden State Warriors; termina la stagione con i Toronto Raptors, con cui firma un contratto fino a fine stagione. Con i canadesi gioca inoltre le sue prime partite in carriera nei play-off NBA.
Il 29 luglio 2017, Thompson firma con il Fenerbahçe, ma il 10 luglio 2018 il suo contratto non viene rinnovato dalla squadra turca.

## Statistiche

### NCAA
| Anno      | Squadra      | PG  | PT  | MP   | TC%  | 3P%  | TL%  | RP   | AP  | PRP | SP  | PP   |
| --------- | ------------ | --- | --- | ---- | ---- | ---- | ---- | ---- | --- | --- | --- | ---- |
| 2004-2005 | Rider Broncs | 30  | 21  | 27,7 | 44,1 | 23,1 | 65,9 | 7,4  | 1,5 | 0,7 | 1,0 | 9,1  |
| 2005-2006 | Rider Broncs | 27  | 26  | 31,8 | 54,6 | 33,3 | 70,3 | 8,4  | 1,6 | 0,9 | 1,8 | 16,6 |
| 2006-2007 | Rider Broncs | 31  | 31  | 34,1 | 52,0 | 27,3 | 72,4 | 10,1 | 2,1 | 0,7 | 2,2 | 20,1 |
| 2007-2008 | Rider Broncs | 34  | 34  | 34,6 | 56,0 | 32,4 | 58,1 | 12,1 | 2,7 | 1,1 | 2,7 | 20,4 |
| Carriera  | Carriera     | 122 | 112 | 32,2 | 52,6 | 29,1 | 66,7 | 9,6  | 2,0 | 0,9 | 1,9 | 16,7 |

#### Massimi in carriera
- Massimo di punti: 33 vs Saint Peter's (29 febbraio 2008)[4]
- Massimo di rimbalzi: 24 vs Siena (10 febbraio 2008)
- Massimo di assist: 7 vs Northeastern (25 novembre 2006)
- Massimo di palle rubate: 4 vs Iona (21 gennaio 2008)
- Massimo di stoppate: 7 (3 volte)
- Massimo di minuti giocati: 42 vs Saint Peter's (4 gennaio 2006)

### NBA

#### Regular Season
| Anno      | Squadra          | PG  | PT  | MP   | TC%  | 3P%  | TL%  | RP  | AP  | PRP | SP  | PP   |
| --------- | ---------------- | --- | --- | ---- | ---- | ---- | ---- | --- | --- | --- | --- | ---- |
| 2008-2009 | Sacramento Kings | 82  | 56  | 28,1 | 49,7 | 0,0  | 69,2 | 7,4 | 1,1 | 0,6 | 0,7 | 11,1 |
| 2009-2010 | Sacramento Kings | 75  | 58  | 31,4 | 47,2 | 10,0 | 71,5 | 8,5 | 1,7 | 0,5 | 1,0 | 12,5 |
| 2010-2011 | Sacramento Kings | 75  | 39  | 23,3 | 50,7 | 0,0  | 60,5 | 6,1 | 1,2 | 0,4 | 0,6 | 8,8  |
| 2011-2012 | Sacramento Kings | 64  | 47  | 25,9 | 53,5 | 0,0  | 60,2 | 6,9 | 1,2 | 0,7 | 0,7 | 9,1  |
| 2012-2013 | Sacramento Kings | 82  | 81  | 27,9 | 50,2 | 0,0  | 69,4 | 6,7 | 1,0 | 0,6 | 0,7 | 10,9 |
| 2013-2014 | Sacramento Kings | 82  | 61  | 24,5 | 50,6 | -    | 57,9 | 6,4 | 0,6 | 0,4 | 0,7 | 7,1  |
| 2014-2015 | Sacramento Kings | 81  | 63  | 24,6 | 47,0 | 0,0  | 62,2 | 6,5 | 1,0 | 0,4 | 0,7 | 6,1  |
| 2015-2016 | G.S. Warriors    | 28  | 1   | 6,4  | 47,6 | -    | 62,5 | 1,9 | 0,7 | 0,1 | 0,3 | 2,1  |
| 2015-2016 | Toronto Raptors  | 19  | 6   | 15,4 | 48,5 | 33,3 | 81,8 | 4,2 | 0,5 | 0,4 | 0,6 | 4,6  |
| Carriera  | Carriera         | 588 | 412 | 25,2 | 49,6 | 14,3 | 65,7 | 6,6 | 1,1 | 0,5 | 0,7 | 8,9  |

#### Play-off
| Anno     | Squadra         | PG | PT | MP  | TC%  | 3P% | TL% | RP  | AP  | PRP | SP  | PP  |
| -------- | --------------- | -- | -- | --- | ---- | --- | --- | --- | --- | --- | --- | --- |
| 2016     | Toronto Raptors | 10 | 0  | 5,5 | 44,4 | 0,0 | 0,0 | 1,1 | 0,1 | 0,0 | 0,1 | 0,8 |
| Carriera | Carriera        | 10 | 0  | 5,5 | 44,4 | 0,0 | 0,0 | 1,1 | 0,1 | 0,0 | 0,1 | 0,8 |

#### Massimi in carriera
- Massimo di punti: 27 vs Houston Rockets (13 novembre 2009)[5]
- Massimo di rimbalzi: 22 vs Los Angeles Clippers (17 gennaio 2015)
- Massimo di assist: 7 vs New Orleans Hornets (22 aprile 2012)
- Massimo di palle rubate: 5 vs New Orleans Hornets (22 aprile 2012)
- Massimo di stoppate: 4 (5 volte)
- Massimo di minuti giocati: 50 vs Cleveland Cavaliers (23 dicembre 2009)

## Palmares

### Club
- Campionato turco: 1

Fenerbahçe: 2017-18
- Coppa del Presidente: 1

Fenerbahçe: 2017